# Академическая гребля на летних Паралимпийских играх 2008
Соревнования по академической гребле на Летних Паралимпийских играх 2008 года в Пекине, проводились с 9 по 2 сентября 2008 года в олимпийском аквапарке Шуньи. Там же проводились соревнования летних Олимпийских игр.
Соревнования в этой дисциплине проводились на паралимпийских играх впервые. Участвовало 108 спортсменов (54 женщины и 54 мужчины) из 23 стран.

## Классификация спортсменов
Спортсмены классифицировались в различные группы в зависимости от степени инвалидности. Система классификации позволяет спортсменам с одинаковыми нарушениями конкурировать на равных.
- AS - спортсмены, нарушения которых позволяют использовать только руки для ускорения лодок. Такие спортсмены соревнуются в одиночных лодках как среди мужчин, так и среди женщин.
- TA - спортсмены, нарушения которых позволяют использовать не только руки, но и туловище. Соревнования проходят в смешанных командах (мужчины/женщины) на лодках-двойках.
- LTA - спортсмены, которые могут использовать руки, туловище и ноги. Такие спортсмены соревнуются в командах по 4 человека (2 мужчин/2 женщины).

## Календарь
| З | Заплывы | Д | Дополнительный отбор | Ф | Финал |

| Раунд↓/Дата →      | Вс 07 | Пн 08 | Вт 09 | Ср 10 | Чт 11 | Пт 12 | Сб 13 | Вс 14 |
| ------------------ | ----- | ----- | ----- | ----- | ----- | ----- | ----- | ----- |
| Мужчины-одиночки   |       |       | З     | Д     | Ф     |       |       |       |
| Женщины-одиночки   |       |       | З     | Д     | Ф     |       |       |       |
| Двойки смешанные   |       |       | З     | Д     | Ф     |       |       |       |
| Четвёрки смешанные |       |       | З     | Д     | Ф     |       |       |       |

## Участвующие страны
| - Австралия (3) - Белоруссия (1) - Бразилия (9) - Канада (8) - Китай (9) | - Дания (5) - Франция (1) - Германия (7) - Великобритания (9) - Гонконг (1) - Венгрия (1) - Израиль (9) | - Италия (9) - Япония (2) - Нидерланды (5) - Польша (3) - Португалия (1) - Россия (5) | - ЮАР (5) - Республика Корея (1) - Испаня (1) - Укранина (4) - США (9) |

## Медальний зачёт
| Соревнования           | Золото                  | Серебро                 | Бронза                     |
| ---------------------- | ----------------------- | ----------------------- | -------------------------- |
| Женщины-одиночки AS    | Хелен Райнсфорд         | Людмила Волчок          | Лаура Швангер              |
| Мужчины-одиночки AS    | Том Аггар               | Александр Пертенко      | Эли Нави                   |
| Двойки смешанные TA    | Чжоу Янцзин Шань Цзылун | Джон Маклин Кэтрин Росс | Элтон Сантана Жозиан Лимма |
| Четвёрки смешанные LTA | Италия                  | США                     | Великобритания             |